# Auguste Laget de Bardelin
Auguste Désiré Laget de Bardelin, né à Aix-en-Provence le 7 mai 1768 et mort à Nice le 8 mai 1852, est un militaire légitimiste français.

## Biographie
Il est issu d'une famille qui doit ses lettres de noblesse au roi René ; en 1782 il entra dans les gardes du corps du roi, compagnie de Villeroy, depuis compagnie de Grammont. Au licenciement de ce corps, il se rendit à Turin auprès des ducs d'Angoulême et de Berry. Il revint peu après en France et fut sur le point d'accompagner le roi à Varennes. 
Il quitta de nouveau la France et fit avec l'armée de Condé la campagne de 1792. Après le licenciement de cette armée, il alla en Hollande, puis en Angleterre où il s'occupa d'agriculture pendant plusieurs années. Louis XVIII ayant formé une petite cour, M. de Bardelin y reprit son service de garde du corps, sous les ordres du duc de Grammont. 
En 1814, il accompagna Louis XVIII à Paris, fut nommé porte-étendard avec grade de lieutenant-colonel, escorta le roi dans sa fuite sur Lille et Gand, et continua son service auprès de lui jusqu'au 18 juin ; il fut alors nommé sous-lieutenant, et après la campagne d'Espagne, lieutenant des gardes du corps avec le rang de colonel de cavalerie. Ayant demandé sa retraite quelques années après, il l'obtint comme officier général.